# Serghei Mureico
Serghei Mureico, né le 2 juillet 1970 à Chișinău en Moldavie, est un lutteur moldave anciennement soviétique. Lors des Jeux de 1996 à Atlanta il remporte une médaille de bronze dans la catégorie des moins de 130 kg. En 2000 et 2004 il représente la Bulgarie aux JO.

## Palmarès

### Jeux olympiques
- Médaillé de bronze en lutte gréco-romaine des moins de 130 kg aux Jeux olympiques d'été de 1996 à Atlanta ( États-Unis)